# Szymon Plewik
Szymon Plewik (ur. 21 października 1952 w Czechowicach) – polski matematyk specjalizujący się w topologii oraz kombinatoryce nieskończonej, profesor przez całą karierę zawodową związany z Uniwersytetem Śląskim w Katowicach.

## Życiorys
W latach 1971–1976 studiował matematykę na Uniwersytecie Śląskim w Katowicach, gdzie obronił pracę magisterską napisaną pod kierunkiem Jerzego Mioduszewskiego. Od 1 października 1976 roku zatrudniony tamże. W 1985 otrzymał stopień doktora na Uniwersytecie Śląskim w Katowicach na podstawie rozprawy Zbiory typu Ramsey'a, której promotorem był Władysław Kulpa. Habilitację uzyskał tamże w 1997 na podstawie rozprawy Mnogościowo-topologiczna struktura zbioru liczb rzeczywistych. Tytuł naukowy profesora otrzymał w 11 kwietnia 2012 roku. 

## Wypromowani doktorzy
- 2004 - Michał Machura
- 2010 - Piotr Kalemba,
- 2013 - Anna Wojciechowska.